# Arundinella vaginata
Arundinella vaginata är en gräsart som beskrevs av Norman Loftus Bor. Arundinella vaginata ingår i släktet Arundinella och familjen gräs. Inga underarter finns listade i Catalogue of Life.